# Орден Возрождения (Иордания)
Орден Возрождения (Wisam al-Nahda), учрежден Хуссейном бен Али, шерифом Мекки и королём Хиджаза, как орден Хиджаза. Был назван в честь восстания арабов против турок в 1916 году. После падения Хиджаза в 1917 году эмир Абдалла ибн Хусейн сделал его иорданским орденом в 1925 году.
Вручается за исключительные военные и гражданские заслуги.

## Степени
Орден имеет пять классов:
| Орденские планки                                | Орденские планки            | Орденские планки            | Орденские планки         | Орденские планки   |
| ----------------------------------------------- | --------------------------- | --------------------------- | ------------------------ | ------------------ |
| Первый класс Большая звезда специального класса | Второй класс Большая звезда | Третий класс Великий офицер | Четвёртый класс Командор | Пятый класс Офицер |
|                                                 |                             |                             |                          |                    |

## Интересные факты
- Знак ордена изображён на государственном гербе Иордании.
- Знак ордена изображён на оборотной стороне купюры в 1 динар.

## Иллюстрации

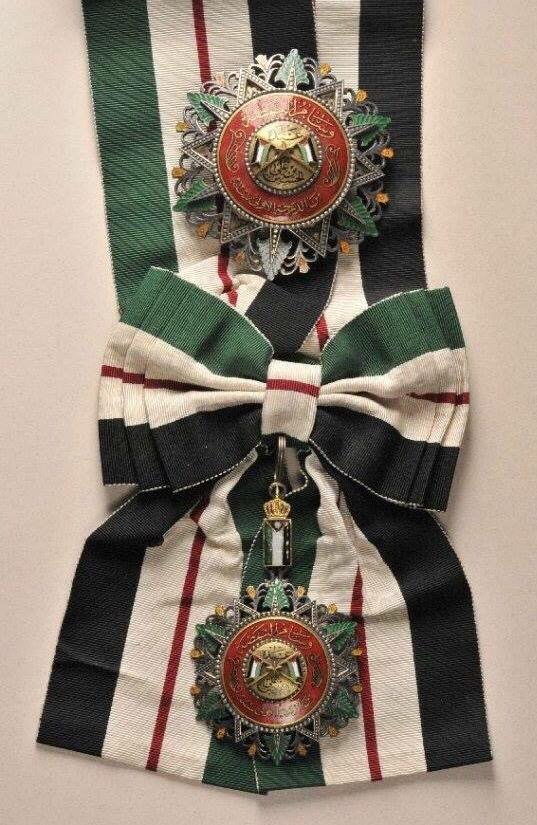
Инсигнии ордена класса Большая звезда
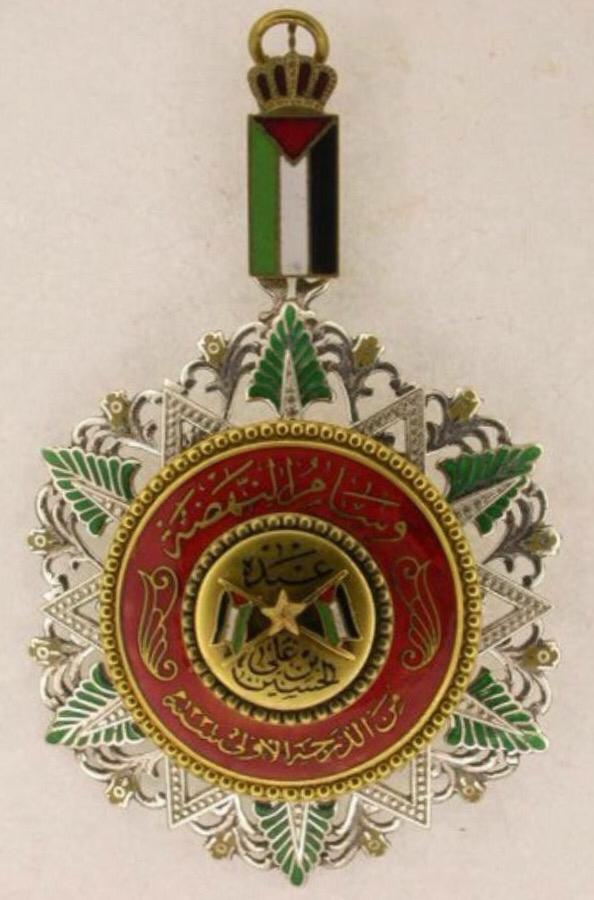
Знак ордена